# فرودگاه لامپهون
فرودگاه لامپهون  (به انگلیسی: Lamphun Airport) (به زبان بومی: ลำพูน) یک فرودگاه همگانی است که یک باند فرود خاک رس دارد و طول باند آن ۷۰۰ متر است. این فرودگاه در شهر لامپهون کشور تایلند قرار دارد .